# Henrik Moisander
Henrik Moisander (* 29. September 1985 in Turku) ist ein ehemaliger finnischer Fußballspieler.

## Spielerkarriere

### Im Verein
Henrik Moisander startete seine Karriere als Fußballer bei seinem Heimatverein Turku PS, wo er bis 2003 in diversen Jugendmannschaften spielte. In den Jahren 2003 bis 2006 spielte er zusammen mit seinem Zwillingsbruder Niklas beim niederländischen Rekordmeister Ajax Amsterdam. Wie sein Bruder wurde auch Henrik Moisander nur in den Jugendauswahlen, nicht jedoch in der ersten Mannschaft eingesetzt. Im Sommer 2006 entschloss sich Moisander zu einem Wechsel zum schwedischen Drittligisten Assyriska Föreningen. Dort konnte er sich für einen Wechsel zum finnischen Erstligisten Turku PS aus seiner Heimatstadt empfehlen. Dort kam er im Ligaspiel gegen den FC Haka zu seinem Debüt im professionellen Fußball. Über den FC Lahti wechselte er 2016 zum FC Inter Turku und beendete dort auch sechs Jahre später seine aktive Karriere.

## Erfolge
- Finnischer Pokalsieger: 2010, 2018
- Finnischer Ligapokalsieger: 2012